# Cambio de base

Una combinación lineal de un conjunto básico de vectores (violeta) permite obtener nuevos vectores (rojo). Si son linealmente independientes, forman un nuevo conjunto de bases. Las combinaciones lineales que relacionan el primer conjunto con el segundo son un tipo de aplicación lineal denominada cambio de base

El mismo vector representado por dos bases diferentes (flechas moradas y rojas)

Un cambio de base se define como una aplicación lineal que permite relacionar entre sí las coordenadas de un espacio vectorial expresadas respecto a dos bases distintas. Esta definición depende a su vez del concepto de base en álgebra lineal, que se caracteriza como un conjunto de elementos linealmente independientes entre sí que constituyen un sistema generador del espacio vectorial al que pertenecen. Este artículo trata principalmente sobre espacios vectoriales de dimensión finita, pero muchos de los teoremas también son válidos para espacios vectoriales de dimensión infinita. Una base de un espacio vectorial de dimensión n es un conjunto de n vectores (α1, …, αn), llamados base de vectores, con la propiedad de que cada vector en el espacio puede expresarse como una combinación lineal única de los vectores de la base. Las representaciones matriciales de las aplicaciones que operan sobre los vectores también están determinadas por la base elegida. Dado que a menudo es deseable trabajar con más de una base, es de fundamental importancia poder transformar fácilmente las representaciones de los vectores coordenados y de las aplicaciones que operan sobre ellos definidos con respecto a una base, a sus representaciones equivalentes con respecto a otra base. Esta transformación se denomina cambio de base. Por ejemplo, si {\displaystyle A\in \mathbb {R} ^{n\times n}} es una matriz cuyas columnas comprenden una base de {\displaystyle \mathbb {R} ^{n}}, un vector {\displaystyle \mathbf {v} } (en la base estándar) también se puede expresar como una combinación lineal de las columnas de {\displaystyle A} por el vector {\displaystyle A^{-1}\mathbf {v} }. Entonces, por definición, {\displaystyle A(A^{-1}\mathbf {v} )=(AA^{-1})\mathbf {v} =\mathbf {v} }. Si las columnas de {\displaystyle A} forman una base ortonormal, entonces la inversa de {\displaystyle A} es su transposición y se obtiene el cambio de base como {\displaystyle A^{T}\mathbf {v} }, es decir, el vector de las proyecciones escalares de {\displaystyle \mathbf {v} } en las columnas de {\displaystyle A}.
Aunque el símbolo R que se utiliza a continuación puede interpretarse como el campo de los números reales, los resultados son válidos si R se reemplaza por cualquier otro campo F. Aunque a continuación se usa la terminología de espacios vectoriales, los resultados discutidos son válidos siempre que R sea un anillo conmutativo, de forma que el término espacio vectorial podría ser reemplazado por el término R-módulo libre, manteniéndose la validez de las expresiones utilizadas.

## Nociones preliminares

### Matriz de transformación
La base canónica de un espacio vectorial {\displaystyle R^{n}} es la secuencia ordenada {\displaystyle E_{n}=\{e_{1},\cdots ,e_{n}\}}, donde {\displaystyle e_{j}} es el elemento de {\displaystyle R^{n}} con {\displaystyle 1} en el lugar {\displaystyle j} y {\displaystyle 0} en las componentes restantes. Por ejemplo, la base estándar para {\displaystyle R^{2}} sería
{\displaystyle E_{2}=\left\{{\begin{pmatrix}1\\0\end{pmatrix}},{\begin{pmatrix}0\\1\end{pmatrix}}\right\}}
Si {\displaystyle T:R^{n}\rightarrow R^{m}} es una aplicación lineal, la matriz de orden {\displaystyle m\times n} asociada con {\displaystyle T} es la matriz {\displaystyle M_{T}} cuya columna {\displaystyle j} es {\displaystyle T(e_{j})\in R^{m}}, para {\displaystyle j=1,\cdots ,n}, es decir
{\displaystyle M_{T}={\begin{bmatrix}T(e_{1})\cdots T(e_{j})\cdots T(e_{n})\end{bmatrix}}\in R^{m\times n}}
En este caso se tiene que {\displaystyle T(x)=M_{T}\cdot x}, {\displaystyle \forall x\in R^{n}}, donde se considera {\displaystyle x} como un vector columna y la multiplicación por el lado derecho es la multiplicación de matrices. Es un hecho básico en álgebra lineal que el espacio vectorial Hom ({\displaystyle R^{n},R^{m}}) de todas las transformaciones lineales de {\displaystyle R^{n}} a {\displaystyle R^{m}} es naturalmente isomórfico con el espacio {\displaystyle R^{m\times n}} de las matrices {\displaystyle m\times n} sobre {\displaystyle R}; es decir, una transformación lineal {\displaystyle T:R^{n}\rightarrow R^{m}} es a todos los efectos equivalente a su matriz {\displaystyle M_{T}}.

### Unicidad de las transformaciones lineales
Más adelante se hará uso de las propiedades siguientes:

#### Teorema
Sean {\displaystyle V} y {\displaystyle W} dos espacios vectoriales, y {\displaystyle B=\{\alpha _{1},\cdots ,\alpha _{n}\}} una base de {\displaystyle V}. Sea también {\displaystyle C=\{\gamma _{1},\cdots ,\gamma _{n}\}} un conjunto cualquiera en {\displaystyle W}. Entonces, existe una transformación lineal única {\displaystyle T:V\rightarrow W} con
{\displaystyle T(\alpha _{j})=\gamma _{j}}, para {\displaystyle j=1,\cdots ,n}.
Esta transformacíon {\displaystyle T} única está definida por
{\displaystyle T(x_{1}\alpha _{1}+\cdots +x_{n}\alpha _{n})=T(x_{1}\alpha _{1})+\cdots +T(x_{n}\alpha _{n})=x_{1}T(\alpha _{1})+\cdots +x_{n}T(\alpha _{n})=x_{1}\gamma _{1}+\cdots +x_{n}\gamma _{n}}
Por supuesto, si {\displaystyle C=\{\gamma _{1},\cdots ,\gamma _{n}\}} es una base para {\displaystyle W}, entonces {\displaystyle T} es una función biyectiva además de lineal; en otras palabras, {\displaystyle T} es un isomorfismo. Cuando también se tiene que {\displaystyle W=V}, entonces se dice que {\displaystyle T} es un automorfismo.

##### Isomorfismo entre coordenadas
Ahora, sea {\displaystyle V} un espacio vectorial sobre {\displaystyle R}, y supónganse que {\displaystyle B=\{\alpha _{1},\cdots ,\alpha _{n}\}} es una base de {\displaystyle V}. Por definición, si {\displaystyle \xi } es un vector en {\displaystyle V}, entonces {\displaystyle \xi =x_{1}\alpha _{1}+\cdots +x_{n}\alpha _{n}} para un conjunto único de escalares {\displaystyle x_{1},\cdots ,x_{n}\in R} denominados las "coordenadas de {\displaystyle \xi } relativas a la base ordenada {\displaystyle B}". El vector {\displaystyle x=(x_{1},\cdots ,x_{n})^{T}\in R^{n}} se denomina "tupla de coordenadas de {\displaystyle \xi } relativa a {\displaystyle B}".
La aplicación lineal única {\displaystyle \phi :R^{n}\rightarrow V} con {\displaystyle \phi (e_{j})=\alpha _{j}} para {\displaystyle j=1,\cdots ,n} se denomina isomorfismo de coordenadas para {\displaystyle V} y la base {\displaystyle B=\{\alpha _{1},\cdots ,\alpha _{n}\}}. Así, {\displaystyle \phi (x)=\xi } si y solo si {\displaystyle \xi =x_{1}\alpha _{1}+\cdots +x_{n}\alpha _{n}}.

### Matriz de un conjunto de vectores
Un conjunto de vectores se puede representar mediante una matriz, en la que cada columna consta de las componentes del vector correspondiente del conjunto. Como una base es un conjunto de vectores, una matriz de este tipo permite definir una base. Posteriormente se mostrará que el cambio de base de cualquier objeto del espacio está relacionado con esta matriz. Por ejemplo, los vectores cambian con su inverso (y por eso se denominan objetos contravariantes).

## Cambio de coordenadas de un vector
Primero se va a examinar la cuestión de cómo cambian las coordenadas de un vector {\displaystyle \xi } en el espacio vectorial {\displaystyle V} cuando se utiliza otra base.

### Dos dimensiones
Dada una matriz {\displaystyle M} cuyas columnas son los vectores de la nueva base del espacio (nueva matriz base), las nuevas coordenadas para un vector columna {\displaystyle v} vienen dadas por el producto matricial {\displaystyle M^{-1}v}. Por esta razón, se dice que los vectores ordinarios son objetos contravariantes.
Cualquier conjunto finito de vectores se puede representar mediante una matriz en la que sus columnas son las coordenadas de los vectores dados. Sirva como ejemplo en la dimensión 2, un par de vectores obtenidos al girar la base canónica 45° en sentido antihorario. La matriz cuyas columnas son las coordenadas de estos vectores es
{\displaystyle M={\begin{bmatrix}{\frac {1}{\sqrt {2}}}&{\frac {-1}{\sqrt {2}}}\\{\frac {1}{\sqrt {2}}}&{\frac {1}{\sqrt {2}}}\end{bmatrix}}}
Si se quiere cambiar cualquier vector del espacio a esta nueva base, solo se necesita multiplicar por la izquierda sus componentes por la inversa de esta matriz.

### Tres dimensiones
Por ejemplo, sea R una nueva base dada por sus ángulos de Euler. La matriz de la base tendrá como columnas las componentes de cada vector. Por tanto, esta matriz será (véase el artículo dedicado a los ángulos de Euler):
{\displaystyle \mathbf {R} ={\begin{bmatrix}\mathrm {c} _{\alpha }\,\mathrm {c} _{\gamma }-\mathrm {s} _{\alpha }\,\mathrm {c} _{\beta }\,\mathrm {s} _{\gamma }&-\mathrm {c} _{\alpha }\,\mathrm {s} _{\gamma }-\mathrm {s} _{\alpha }\,\mathrm {c} _{\beta }\,\mathrm {c} _{\gamma }&\mathrm {s} _{\beta }\,\mathrm {s} _{\alpha }\\\mathrm {s} _{\alpha }\,\mathrm {c} _{\gamma }+\mathrm {c} _{\alpha }\,\mathrm {c} _{\beta }\,\mathrm {s} _{\gamma }&-\mathrm {s} _{\alpha }\,\mathrm {s} _{\gamma }+\mathrm {c} _{\alpha }\,\mathrm {c} _{\beta }\,\mathrm {c} _{\gamma }&-\mathrm {s} _{\beta }\,\mathrm {c} _{\alpha }\\\mathrm {s} _{\beta }\,\mathrm {s} _{\gamma }&\mathrm {s} _{\beta }\,\mathrm {c} _{\gamma }&\mathrm {c} _{\beta }\end{bmatrix}}.}
Nuevamente, cualquier vector del espacio puede cambiarse a esta nueva base multiplicando a la izquierda sus componentes por la inversa de esta matriz.

### Interpretación general
Supóngase que {\displaystyle A=\{\alpha _{1},\dots ,\alpha _{n}\}} y que {\displaystyle B=\{\beta _{1},\dots ,\beta _{n}\}} son dos bases ordenadas de un espacio vectorial n dimensional V sobre un campo K. Sean φA y φB los isomorfismos de coordenadas correspondientes (aplicaciones lineales) de Kn sobre V, es decir, {\displaystyle \phi _{A}(e_{i})=\alpha _{i}} y {\displaystyle \phi _{B}(e_{i})=\beta _{i}} para i = 1, …, n, y donde los ei son n-tuplas con la componente i igual a 1 y todas las demás componentes iguales a 0.
Si {\displaystyle x=(x_{1},\dots ,x_{n})} es una n-tupla con las coordenadas de un vector v de V con respecto a la base A, entonces {\displaystyle v=\phi _{A}(x)}, entonces la tupla de coordenadas de v con respecto a B es la tupla y tal que {\displaystyle \phi _{B}(y)=v}, es decir, {\displaystyle y=\phi _{B}^{-1}(v)=\phi _{B}^{-1}(\phi _{A}(x))}, de modo que para cualquier vector de V, la aplicación {\displaystyle \phi _{B}^{-1}\circ \phi _{A}} hace corresponder su tupla de coordenadas con respecto a A con su tupla de coordenadas con respecto a B. Dado que esta aplicación es un automorfismo en Kn, entonces tiene una matriz cuadrada asociada C. Además, la columna i de C es {\displaystyle \phi _{B}^{-1}\circ \phi _{A}(e_{i})=\phi _{B}^{-1}(\alpha _{i})}, es decir, la tupla de coordenadas de αi con respecto a B.
Por lo tanto, para cualquier vector v de V, si x es la tupla de coordenadas de v con respecto a A, entonces la tupla {\displaystyle y=\phi _{B}^{-1}(\phi _{A}(x))=Cx} es la tupla de coordenadas de v con respecto a B. La matriz C se llama matriz de transición de A a B.

## Matriz de una transformación lineal
Ahora, supóngase que T : V → W es una transformación lineal; {α1, …, αn} es una base de V; y {β1, …, βm} es una base de W. Sean φ y ψ los isomorfismos de las coordenadas de V y de W, respectivamente, en relación con las bases dadas. Entonces, la aplicación T1 = ψ−1 ∘ T ∘ φ es una transformación lineal de Rn sobre Rm, y por lo tanto tiene una matriz t; su columna j es ψ−1(T(αj)) para j = 1, …, n. Esta matriz se denomina matriz de T con respecto a las bases ordenadas {α1, …, αn} y {β1, …, βm}. Si η = T(ξ) e y y x son las tuplas de coordenadas de η y ξ, luego y = ψ−1(T(φ(x))) = tx. Por el contrario, si ξ está en V y x = φ−1(ξ) es la tupla de coordenadas de ξ con respecto a {α1, …, αn}, y se establecen y = tx y η = ψ(y), entonces η = ψ(T1(x)) = T(ξ). Es decir, si ξ está en V y η está en W y x e y son sus tuplas de coordenadas, entonces y = tx si y solo si η = T(ξ).
Teorema: supóngase que U, V y W son espacios vectoriales de dimensión finita y que se elige una base ordenada para cada uno. Si T : U → V y S : V → W son transformaciones lineales con matrices s y t, entonces la matriz de la transformación lineal S ∘ T : U → W (con respecto a las bases dadas) es st.

### Cambio de base
Ahora, se plantea la cuestión de qué le sucede a la matriz de T : V → W cuando se cambian las bases en V y en W. Sean {α1, …, αn} y {β1, …, βm} bases ordenadas de V y de W respectivamente, y supóngase que se dispone de un segundo par de bases {α′1, …, α′n} y {β′1, …, β′m}. Sean φ1 y φ2 los isomorfismos de coordenadas tomando la base canónica en Rn de la primera y de la segunda bases de V; y sean ψ1 y ψ2 los isomorfismos tomando la base canónica en Rm de la primera y de la segunda bases de W.
Sean T1 = ψ1−1 ∘ T ∘ φ1 y T2 = ψ2−1 ∘ T ∘ φ2 (ambas aplicaciones toman Rn a Rm), y sean t1 y t2 sus respectivas matrices. Ahora, sean p y q las matrices de los automorfismos de cambio de coordenadas φ2−1 ∘ φ1 en Rn y ψ2−1 ∘ ψ1 en Rm.
Las relaciones de estas distintas aplicaciones entre sí se ilustran en el siguiente diagrama conmutativo:

Dado que se tiene que T2 = ψ2−1 ∘ T ∘ φ2 = (ψ2−1 ∘ ψ1) ∘ T1 ∘ (φ1−1 ∘ φ2), y dado que la composición de aplicaciones lineales corresponde a la multiplicación de matrices, se sigue que
t 2 =  'q'   't'  1  'p'  −1.
Dado que el cambio de base contiene una vez la matriz base y una vez su inversa, se dice que estos objetos son 1-co, 1-contravariantes.

## Matriz de un endomorfismo
Un caso importante de la matriz de una transformación lineal es el de un endomorfismo, es decir,
una aplicación lineal desde un espacio vectorial V sobre sí mismo: es decir, el caso de que W = V.
Naturalmente, se puede tomar {β1, …, βn} = {α1, …, αn} y {β′1, …, β′m} = {α′1, …, α′n}.. La matriz de la aplicación lineal T es necesariamente cuadrada.

### Cambio de base
Se aplica el mismo cambio de base, de modo que q = p, y entonces la fórmula de cambio de base se convierte en
t2 = p t1 p−1.
En esta situación, la matriz invertible p se llama matriz de cambio de base para el espacio vectorial V, y la ecuación anterior indica que las matrices t1 y t2 son semejantes.

## Matriz de una forma bilineal
Una forma bilineal en un espacio vectorial V sobre un campo R es una aplicación V × V → R que es lineal en ambos argumentos. Es decir, B : V × V → R es bilineal si las aplicaciones
{\displaystyle v\mapsto B(v,w)}
{\displaystyle v\mapsto B(w,v)}
son lineales para cada w en V. Esta definición se aplica igualmente bien a módulos sobre un anillo conmutativo, siendo las aplicaciones lineales homomorfismos de módulo.
La matriz de Gram G adjunta a una base {\displaystyle \alpha _{1},\dots ,\alpha _{n}} está definida por
{\displaystyle G_{i,j}=B(\alpha _{i},\alpha _{j}).}
Si {\displaystyle v=\sum _{i}x_{i}\alpha _{i}} y {\displaystyle w=\sum _{i}y_{i}\alpha _{i}} son las expresiones de los vectores v, w con respecto a esta base, entonces la forma bilineal viene dada por
{\displaystyle B(v,w)=v^{\mathsf {T}}Gw.}
La matriz será simétrica si la forma bilineal B es una forma bilineal simétrica.

### Cambio de base
Si P es la matriz invertible que representa un cambio de base de
{\displaystyle \alpha _{1},\dots ,\alpha _{n}} a {\displaystyle \alpha '_{1},\dots ,\alpha '_{n}}
entonces la matriz de Gram se transforma mediante una relación de congruencia
{\displaystyle G'=P^{\mathsf {T}}GP.}

## Instancias importantes
En la teoría de espacios vectoriales abstractos, el concepto de cambio de base es inocuo; parece aportar poco a la ciencia. Sin embargo, hay casos en álgebra asociativa en los que un cambio de base es suficiente para convertir una oruga en una mariposa (en sentido figurado):
- En el plano de los números complejos hiperbólicos existe una "base diagonal" alternativa. La hiperbola estándar xx − yy = 1 se convierte en xy = 1 después del cambio de base. Las transformaciones del plano que dejan las hiperbolas en su lugar se corresponden entre sí, según un cambio de base modular. La diferencia contextual es lo suficientemente profunda como para luego separar la transformación de Lorentz de una contracción. Se puede obtener una visión panorámica de estas aplicaciones utilizando el cambio de base subyacente.
- Con las matrices reales de 2 × 2 se encuentra el inicio de un catálogo de álgebras lineales debido a Arthur Cayley. Su asociado, James Cockle, presentó en 1849 su álgebra de "cocuaterniones" o cuaterniones hiperbólicos, que son la misma álgebra que las matrices reales de 2 × 2, simplemente dispuestas en una base matricial diferente. Una vez más, es el concepto de cambio de base el que sintetiza el álgebra matricial de Cayley y los cocuaterniones de Cockle.
- Un cambio de base convierte una matriz compleja de 2 × 2 en un bicuaternión.

## Ejemplo numérico

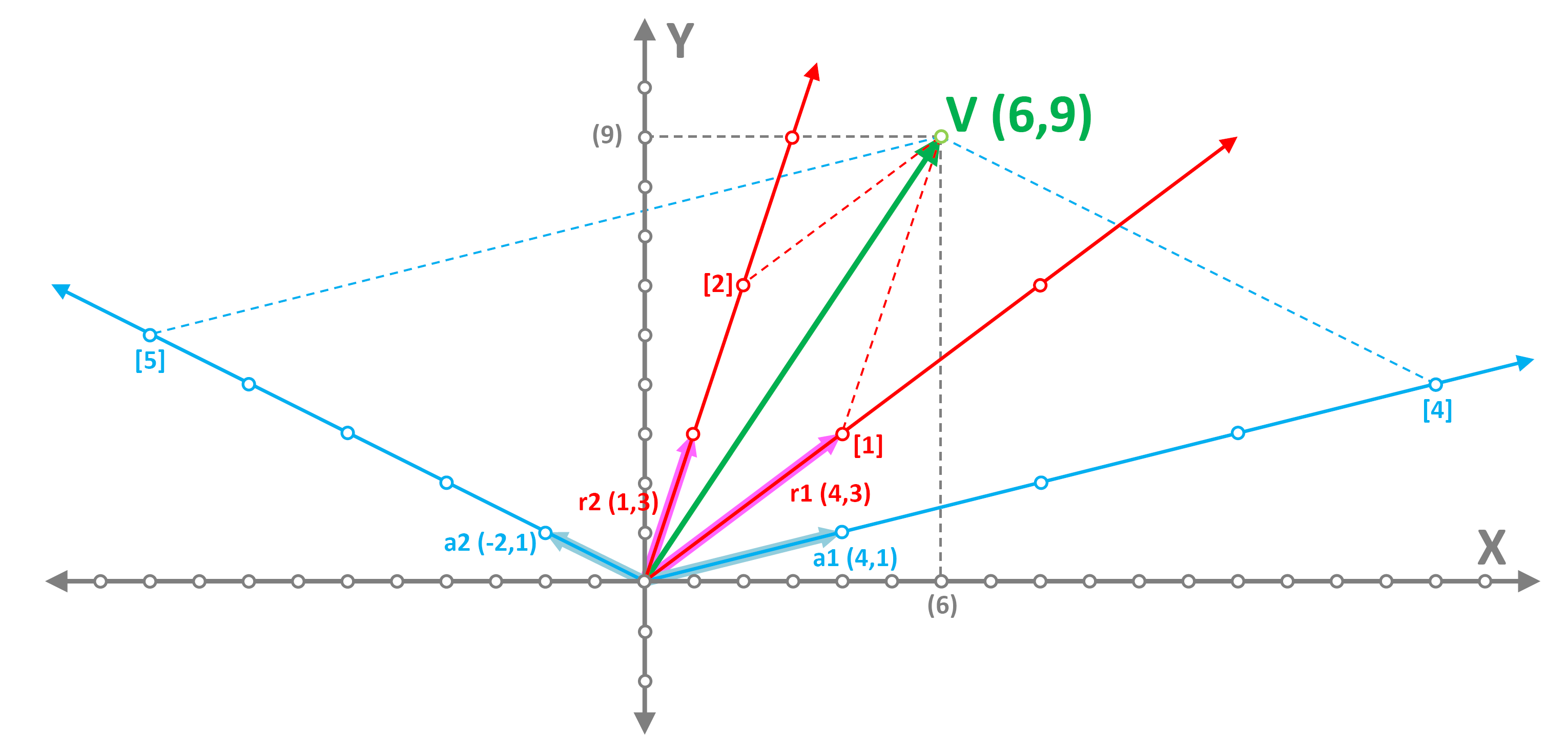
Representación del vector V (color verde) en las bases de coordenadas r (color rojo) y a (color azul)

En el ejemplo siguiente se desarrollan las operaciones que es preciso realizar para poder pasar las coordenadas de un vector bidimensional V (representado en color verde) entre dos bases de coordenadas denominadas a (representada en color azul) y r (en color rojo).
Datos
Se definen en un sistema de referencia canónico (normalmente un sistema de coordenadas cartesiano), las coordenadas del vector V y de los vectores que forman las dos bases (a y r):
- {\displaystyle V=(6,9)}
- Base azul: {\displaystyle a1=(4,1)} // {\displaystyle a2=(-2,1)}
- Base roja: {\displaystyle r1=(4,3)} // {\displaystyle r2=(1,3)}

Cálculos
En primer lugar, se van a calcular las coordenadas del vector V en la base azul. Para ello, basta saber que el producto de la matriz [A] formada por las coordenadas de los vectores de la base azul dispuestos en columna, multiplicadas por las coordenadas buscadas [VA], se corresponden con las coordenadas del vector V en la base canónica. Esto se traduce en la igualdad [A] * [VA] = [V], donde se despeja [VA] multiplicando ambos lados de la ecuación por la matriz [A]-1, inversa de [A], de forma que:
- [A] * [VA] = [V]
- [A]-1 * [A] * [VA] = [A]-1 * [V]
- [VA] = [A]-1 * [V]

(para la base roja, el procedimiento es exactamente el mismo, sustituyendo la base azul por la roja). Los cálculos toman la forma siguiente:
Primero, se forma la matriz [A], disponiendo en columnas las coordenadas de los dos vectores de la base a1 y a2:  
- {\displaystyle A=\left\{{\begin{pmatrix}4\\1\end{pmatrix}},{\begin{pmatrix}-2\\1\end{pmatrix}}\right\}}

Ahora, a partir de la expresión general de la matriz inversa [M]-1 de una matriz [M] de orden 2x2:
- {\displaystyle M={\begin{bmatrix}a&b\\c&d\end{bmatrix}}}; para la que {\displaystyle M^{-1}={\begin{bmatrix}d/D&-b/D\\-c/D&a/D\end{bmatrix}}} (siendo {\displaystyle D=a*d-b*c}, el determinante de la matriz [M])

se calcula la matriz [A]-1, y se multiplica por las coordenadas de V, para obtener V en la base A:
- {\displaystyle V_{A}=A^{-1}*V={\begin{bmatrix}1/6&2/6\\-1/6&4/6\end{bmatrix}}*{\begin{bmatrix}6\\9\end{bmatrix}}={\begin{bmatrix}4\\5\end{bmatrix}}};

Análogamente, siendo [R] la matriz de la base roja formada por r1 y r2:
- {\displaystyle R=\left\{{\begin{pmatrix}4\\3\end{pmatrix}},{\begin{pmatrix}1\\3\end{pmatrix}}\right\}}

entonces se calcula la matriz [R]-1, y se multiplica por las coordenadas de V, para obtener V en la base R:
- {\displaystyle V_{R}=R^{-1}*V={\begin{bmatrix}3/9&-1/9\\-3/9&4/9\end{bmatrix}}*{\begin{bmatrix}6\\9\end{bmatrix}}={\begin{bmatrix}1\\2\end{bmatrix}}};

Cambio de base:
A partir de las matrices [A] y [R] y de sus inversas [A]-1 y [R]-1, es posible transformar las coordenadas de la base azul a la base roja, y de la base roja a la base azul. Para ello, basta pasar las coordenadas de origen a la base canónica, y desde esta a la base de destino.
Por ejemplo, para pasar de la base azul a la roja las coordenadas del vector V, basta con multiplicar la matriz [A] por el vector [VA] para obtener las coordenadas de V en la base canónica, y luego multiplicar [R]-1 por el resultado de la operación anterior.
La matriz [A⇒R] = [R]-1 * [A], permite transformar las coordenadas desde la base azul a la roja:
- {\displaystyle R^{-1}*(A*V_{A})=(R^{-1}*A)*V_{A}=A_{\text{⇒}}R*V_{A}=V_{R}},

de forma que: 
- {\displaystyle {\begin{bmatrix}3/9&-1/9\\-3/9&4/9\end{bmatrix}}*{\begin{bmatrix}4&-2\\1&1\end{bmatrix}}*{\begin{bmatrix}4\\5\end{bmatrix}}={\begin{bmatrix}11/9&-7/9\\-8/9&10/9\end{bmatrix}}*{\begin{bmatrix}4\\5\end{bmatrix}}={\begin{bmatrix}1\\2\end{bmatrix}}}

De forma análoga, para pasar de la base roja a la azul las coordenadas VR del vector V, se tiene que 
la matriz [R⇒A] = [A]-1 * [R], permite transformar las coordenadas desde la base roja a la azul:
- {\displaystyle A^{-1}*(R*V_{R})=(A^{-1}*R)*V_{R}=R_{\text{⇒}}A*V_{R}=V_{A}},

de forma que
- {\displaystyle {\begin{bmatrix}1/9&3/9\\-1/9&6/9\end{bmatrix}}*{\begin{bmatrix}4&1\\3&3\end{bmatrix}}*{\begin{bmatrix}1\\2\end{bmatrix}}={\begin{bmatrix}15/9&10.5/9\\12/9&16.5/9\end{bmatrix}}*{\begin{bmatrix}1\\2\end{bmatrix}}={\begin{bmatrix}4\\5\end{bmatrix}}}

### Ejemplo en tres dimensiones

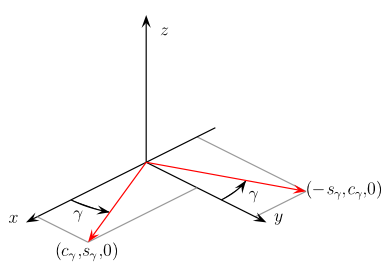
Rotación del sistema de ejes coordenados por un ángulo alrededor del eje z.

Supongamos ahora que se quiere transformar las coordenadas desde la base canónica a otra base ortonormal obtenida al girar aquella un ángulo {\displaystyle \theta \,} alrededor del eje z. Se tiene la matriz de cambio de base:

{\displaystyle \mathbb {R} ={\begin{bmatrix}\cos \theta &\operatorname {sen} \theta &0\\-\operatorname {sen} \theta &\cos \theta &0\\0&0&1\\\end{bmatrix}}}

Al hacer la aplicación del operador, es decir, al multiplicar la matriz por el vector, obtendremos la expresión del vector {\displaystyle \mathbf {A} \,} en la nueva base vectorial:

{\displaystyle {\begin{bmatrix}\cos \theta &\operatorname {sen} \theta &0\\-\operatorname {sen} \theta &\cos \theta &0\\0&0&1\\\end{bmatrix}}{\begin{bmatrix}A_{x}\\A_{y}\\A_{z}\end{bmatrix}}_{\mathcal {B}}={\begin{bmatrix}A'_{x}\\A'_{y}\\A'_{z}\end{bmatrix}}_{{\mathcal {B}}'}}

siendo
{\displaystyle A'_{x}=A_{x}\cos \theta +A_{y}\operatorname {sen} \theta \,}
{\displaystyle A'_{y}=-A_{x}\operatorname {sen} \theta +A_{y}\cos \theta \,}
{\displaystyle A'_{z}=A_{z}\,}
los componentes del vector en la nueva base.